# امیر شیلاتی‌فرد
امیر شیلاتی‌فرد (۱۳۰۱–۱۳۹۴) دیپلمات ایرانی در دورهٔ پهلوی بود. او تحصیل کردهٔ علوم سیاسی در دانشگاه تهران، حقوق در دانشگاه پاریس و علوم نظامی در دانشکده افسری بود و درجه سرگردی نیز داشت. در سال ۱۳۳۲ به وزارت امور خارجه راه یافت و به مدیرکلی سیاسی، معاونت فرهنگی و پارلمانی، سرکنسولی در استانبول و سفارت در آنکارا و پاریس رسید. وی تا سال ۱۳۵۸ در وزارت امور خارجه حضور داشت.
او در سال ۱۳۱۹ از دبیرستان نظام تهران دیپلم گرفت و در سال ۱۳۲۱ به دانشکده افسری راه یافت. وی از دانشگاه تهران لیسانس حقوق و در سال ۱۳۲۸ از دانشگاه پاریس دکتری حقوق دریافت کرد و گواهینامه آکادمی حقوق بین‌المللی لاهه را نیز اخذ نمود. او در سال ۱۳۳۲ با درجهٔ سرگردی از ارتش استعفا داد و به وزارت خارجه رفت و طی سال‌های ۱۳۳۲ تا ۱۳۵۷ در مشاغل مختلفی از جمله کارمند ادارهٔ گذرنامه، ادارهٔ امور حقوقی، ادارهٔ سازمان‌های بین‌المللی، ادارهٔ اطلاعات، ادارهٔ امور اقتصادی، ادارهٔ چهارم سیاسی، دبیر اول و دوم سفارت ایران در مادرید، دبیر اول سفارت ایران در واشینگتن، معاون سرکنسول در هامبورگ، سرکنسول ایران در استانبول، مدیرکل امور فرهنگی و اجتماعی، سفیر ایران در ترکیه، سرپرست اداره روابط فرهنگی، عضو شورای عالی امور استخدامی معاونت پارلمانی وزارت امور خارجه و سفیر کبیر ایران در فرانسه به کار پرداخت.
امیر شیلاتی‌فرد در طول خدمت در دوران پهلوی بارها مورد تشویق قرار گرفت که از جمله می‌توان به مدال علمی درجه یک وزارت فرهنگ، نشان درجه ۳ خدمت، نشان درجه ۳ دانش، نشان درجه ۳ افتخار شش ماه ارشدیت، سه تقدیر از طرف ستاد ارتش، تقدیر کتبی از دادرسی ارتش، دو تقدیر کتبی از اداره سازمان ملل متحد و در سال ۱۳۴۶ نشان درجه سوم تاج از شاه اشاره کرد.